# NR–23

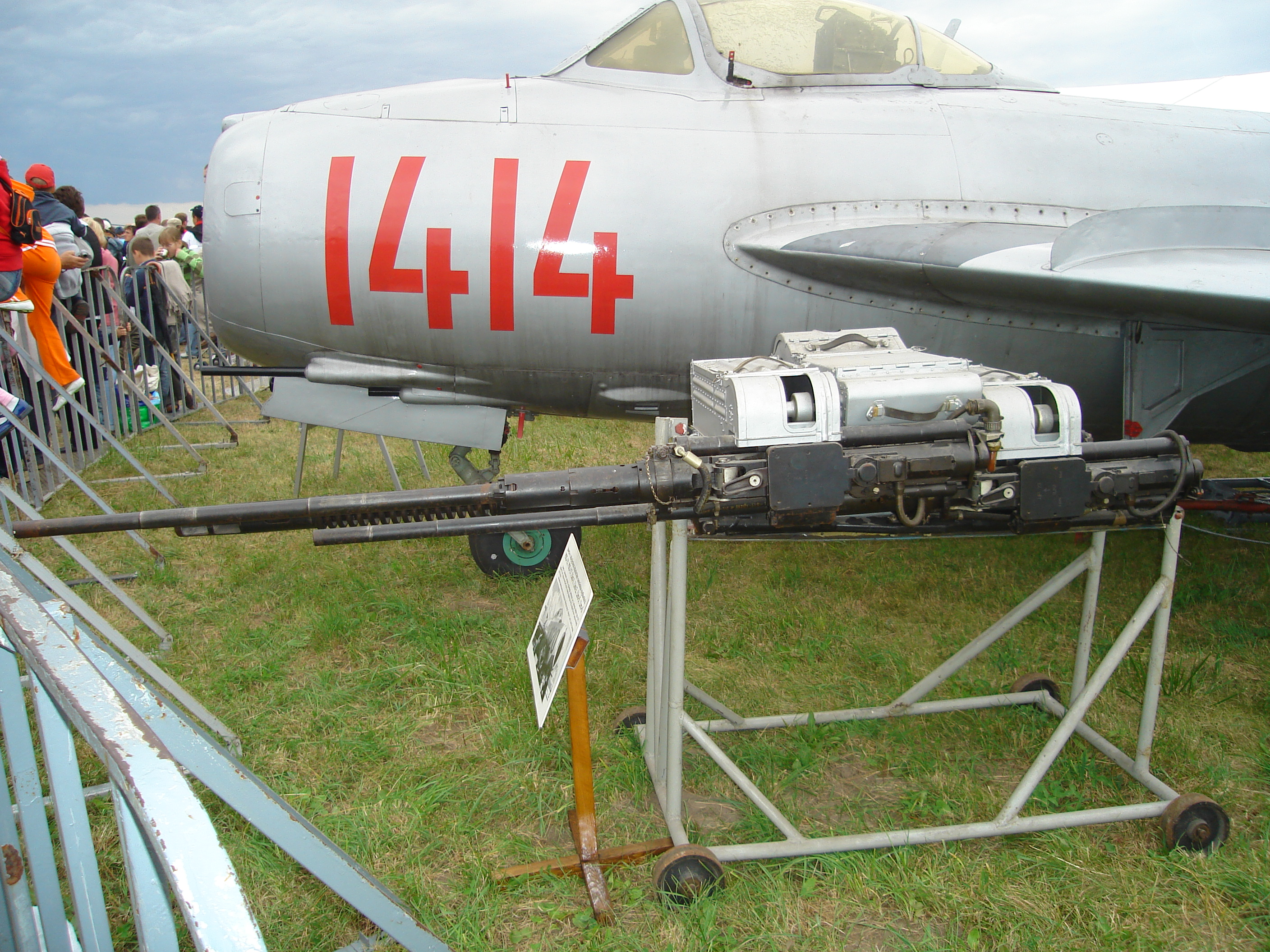
Fegyverbölcsőben elhelyezkedő NR–23 (két szélső) és N–37 (középső) gépágyúk

A NR–23 (oroszul: НР–23, NR – Nugyelman–Rihtyer) a Szovjetunióban a második világháború után kifejlesztett és gyártott 23 mm-es repülőgép-fedélzeti gépágyú.

## Története
Az NSZ–23 gépágyú alapján, annak felváltására fejlesztették ki az OKB–16 tervezőirodában Alekszandr Emmanuilovics Nudelman főkonstruktőr és Aron Abramovics Richter vezetésével. 1948-ban alkalmazták először repülőgépen, de hivatalosan csak 1950-ben került sor a rendszeresítésére. A sorozatgyártás beindulása után még tovább folyt a fejlesztése 1951-ig, a későbbi szériák jobb paraméterekkel rendelkeztek. A sorozatgyártását 1956-ig végezték a 2. sz. (ma: Gyegtyarjov Gépgyár) és az 525 sz. üzemekben, de 1957-ben még a meglévő alkatrészekből tovább folyt az összeszerelése. Igen nagy számban gyártották, összesen kb. 70 ezer db készült belőle Az 1960-as években a Szovjetunióban és a Varsói Szerződés országaiban a legtelterjedtebb repülőgép-fedélzeti gépágyú volt. A modernebb gépeken később a Grjazev–Sipunov GS–23 gépágyú váltotta fel.

## Szerkezeti kialakítása

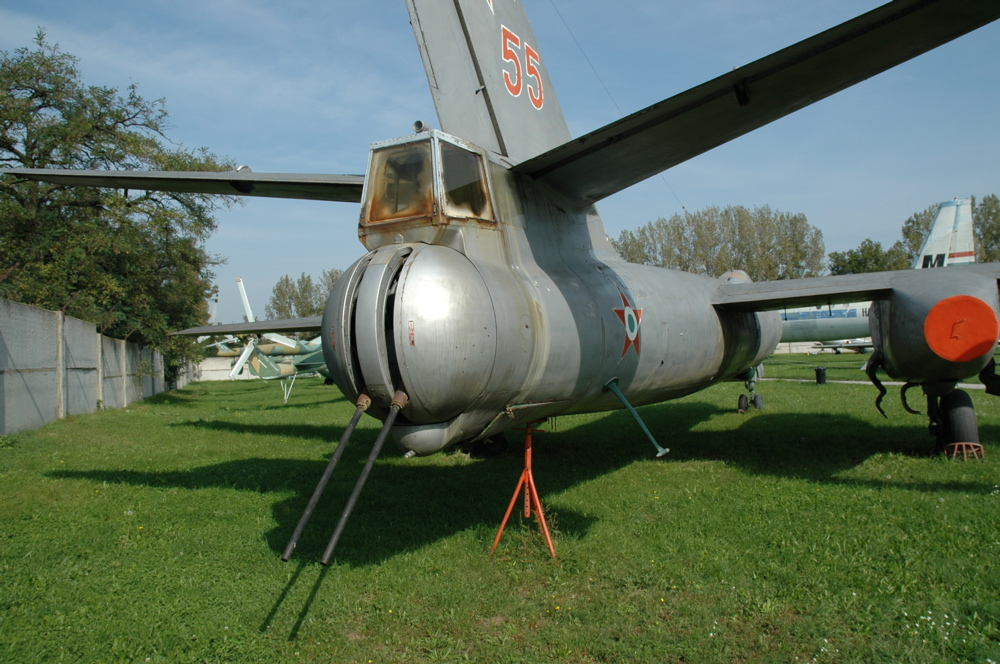
A faroklövész NR–23 gépágyúi az Il–28 könnyű bombázón

Egycsövű, rövid csőhátrasiklású fegyver, a fegyvert a hátramozgó cső energiája működteti. Hevederes lőszeradagolású, mindkét oldalról alkalmazható a heveder. Az első szériák 3000 lövéses élettartama kevésnek bizonyult, ezért módosították a fegyvert, amely később elérte a 6000 lövés élettartamot. Pneumatikus rendszerrel lehetett tűzkész állapotba hozni.

## Alkalmazása
Az NR–23 gépágyút először az 1948-ban kis sorozatban gyártott Lavocskin La–15 vadászrepülőgépbe építették be, később más repülőgépekben is megjelent. A MiG–15 és a MiG–17 vadászrepülőgépekbe 2-2 db-t építettek. Az NR–23-t alkalmazták a MiG–19 korai változataiban is. 
Önvédelmi fegyverként – az AM–23 változatot – alkalmazták az An–12 szállító repülőgépnél, az Il–28, M–4, Tu–14, Tu–16, Tu–22 és Tu–95 bombázóknál.

## Változatok
Az AM–23 felépítésében és működésében hasonló az NR–23-hoz, de nagyobb, 1200–1300 lövés/perc tűzgyorsasággal rendelkezik, és nehezebb, tömege 43 kg. Ezt a típust szállító repülőgépekbe és bombázókba önvédelmi fegyverként alkalmazták, forgatható toronyba építve. 
Az NR–23 konstrukcióján alapul az NR–30, amely azonban 30 mm-es ágyúcsővel rendelkezik. Az NR–30-t a MiG–19-nél és a MiG–21 korai változatainál, valamint a Szu–7 és Szu–17 vadászbombázónál alkalmazták. 
Kínában a Norinco gyártotta a másolatait, az NR–23-t „23–1-es gyártmány”, az AM–23-t „23-2-es gyártmány” jelzéssel.

## Műszaki adatok
- Űrméret: 23 mm
- Csőhossz: 1450 mm
- Hossz: 2018 mm
- Szélesség: 165 mm
- Magasság: 136 mm
- Tömeg: 39 kg
- Elméleti tűzgyorsaság: 800–950 lövés/perc
- Csőtorkolati sebesség: 680 m/s
- Löszer tömege: 200 gr